# Uppsala-Näs landskommun
Uppsala-Näs landskommun var en tidigare kommun i Uppsala län. 

## Administrativ historik
Kommunen inrättades i Näs socken i Ulleråkers härad i Uppland när 1862 års kommunalförordningar trädde i kraft 1863. Namnet var inledningsmässigt Näs landskommun som den 1 januari 1886 (ändring enligt beslut den 17 april 1885) namnändrades. Innan ändringen hade dock bruket av namnet Uppsala-Näs redan förekommit.
Vid kommunreformen 1952 gick den upp i Södra Hagunda landskommun, som 1967 uppgick i Uppsala stad som 1971 ombildades till Uppsala kommun. 